# ラモン・ムンタネー
ラモン・ムンタネー（Ramon Muntaner, カタルーニャ語発音: [rəˈmom muntəˈne]、1265年 - 1336年）は、アラゴン＝カタルーニャ連合王国・パララーダ出身の兵士・年代記作家。クンパニーア・カタラーナ・ドゥリエン（カタルーニャ会社、カタルーニャ傭兵団）の将官としての冒険を含めた生涯の年代記『Crònica』を書いた。

## 経歴

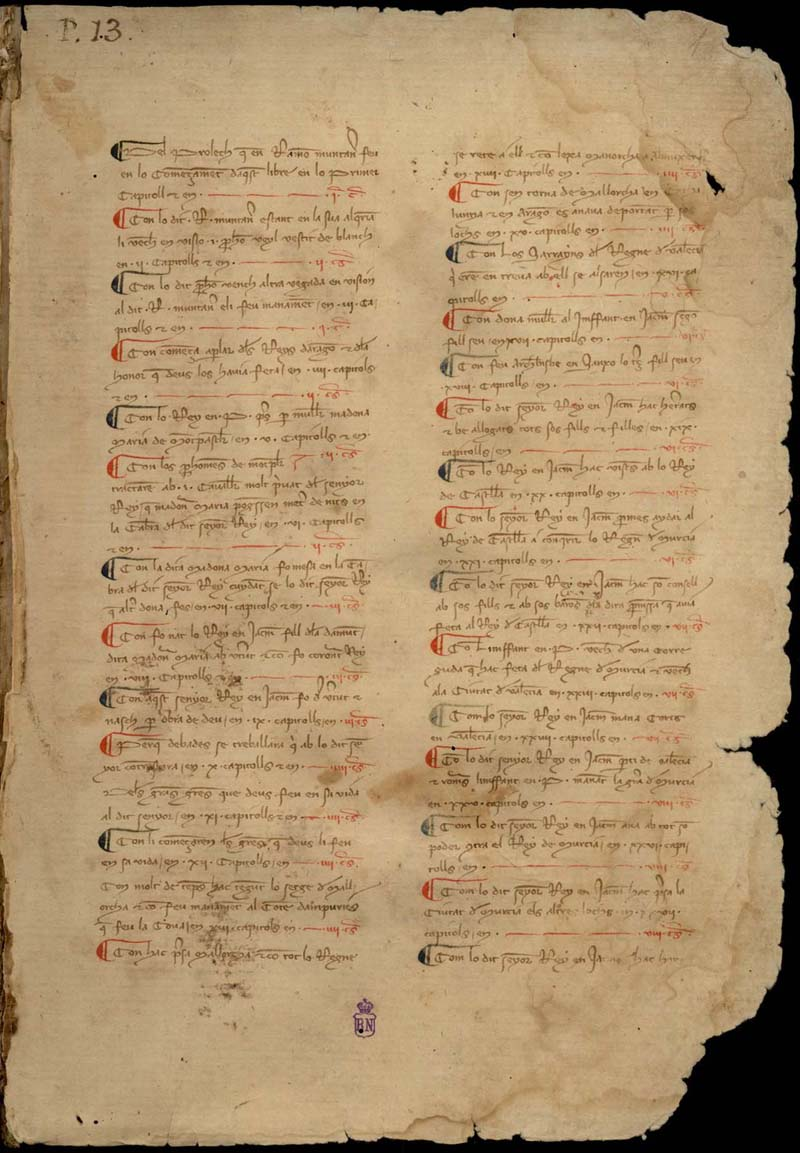
ムンタネーの年代記『Crònica』

ジュアン・ムンタネーとセス・ファブレガスの息子として、1265年にアラゴン＝カタルーニャ連合王国のアルト・アンプルダー郡パララーダに生まれた。9歳の時には父親からアラゴン王ハイメ1世やカスティーリャ王アルフォンソ10世について学んだ。
1276年にはおそらくラウリーアのルジェ将軍の従者としてフランスに向かった。1281年1月末にはフランスモンペリエにおり、13歳だったハイメ（後のアラゴン王ハイメ2世）に仕えていた可能性がある。1285年にフランス軍がパララーダを破壊したが、この時にムンタネーがパララーダにいたかどうかは定かでない。彼の生家はフランス軍によって破壊された可能性があり、1285年以後には故郷のパララーダに帰ることがなかった。
1286年11月から1287年3月にはラウリーアのルジェ将軍が指揮するメノルカ島征服に参加した。ムンタネーは同じバレアレス諸島のマヨルカ島に落ち着き、1287年から1300年にはマヨルカ島の市民となった。1298年4月13日にはイベリア半島のバレンシアにいた可能性があるが、その後の1298年から1300年にはマヨルカ島で暮らした。
1300年には傭兵隊長のルジェ・ダ・フローが率いる軍隊の一員として、イタリア半島の南に位置するシチリア島に向かい、シチリア晩祷戦争の過程で起こった1300年12月のメッシーナの戦いの際にはメッシーナの防御の役目を担った。1302年にはルジェ・ダ・フロー将軍が率いる軍隊の一員として小アジア（アナトリア）の東ローマ帝国に赴いた。クンパニーア・カタラーナ・ドゥリエンはルジェ・ダ・フローが指揮する軽歩兵の軍隊である。アラゴン人とカタルーニャ人の傭兵で構成されており、一般にはアルモガバルスとして知られている。ルジェ・ダ・フローはこの会社を東ローマ帝国のコンスタンティノープルに置き、トルコ人のオスマン帝国に対抗するギリシャ人の東ローマ帝国を支援していた。1303年9月に東ローマ帝国を離れ、1306年7月にはガリポリの防御に参加した。ムンタネーはその後、クンパニーア・カタラーナ・ドゥリエンを離れた。
1309年には結婚のためにイベリア半島のカタルーニャ地方に戻る許可を求めたが、1309年中頃にはシチリア島でシチリア王フェデリーコ2世からジェルバ島とケルケナ諸島の統治を命じられ、1315年まで北アフリカのチュニジア沖でその任務にあたった。1311年春には短期間だがこれらの島を離れ、イベリア半島のバレンシアで妻をめとってから、数週間後には家族とともにジェルバ島に戻っている。ムンタネーはマルティとマカリという2人の息子、カテリーネという1人の娘を儲けた。
1315年にイベリア半島に戻ると、生後数週間のジャウメ（後のマヨルカ王ジャウメ3世）に同行して北カタルーニャのペルピニャンに向かい、執事としてジャウメの世話を担った。少なくとも1316年から1320年にはベルナト・ダ・サリスの代理人であった。1325年5月15日に年代記『Crònica』を書きはじめ、バレンシアの農場家屋で3年がかりで執筆した。この時期には高品質の布地の貿易に従事しており、バレンシアの市政参事に選出されている。1329年6月にはバレンシアを離れてマヨルカ島に赴いた。1331年にはバレンシアの市政参事に再選されたが、1332年には妻や娘とともにマヨルカ島に転居し、ジャウメ3世に仕えた。その後には同じバレアレス諸島のイビサ島の荘官となり、1336年にイビサ島のアイヴィーサで死去した。

## 作品
ムンタネーの年代記『Crònica』は4つある「カタルーニャの偉大な年代記」のひとつであり、歴史学者は13世紀から14世紀のカタルーニャ＝アラゴン連合王国における軍事的・政治的事柄をこれらの年代記を通して読み解いている。ムンタネーの年代記以外には、ハイメ1世の自伝、ベルナト・ダスクロットの年代記、ペドロ4世の年代記が「カタルーニャの偉大な年代記」に含まれる。
『Crònica』は1558年にバレンシアで初めて印刷された。彼の時代の出来事を研究する際にこの年代記は権威ある文献である。ムンタネーの物語はしばしば冗長で無批判かつ利己的であるものの、史実を忠実で鮮やかに描写しているとされる。1844年にはドイツのシュトゥットガルトでカール・ランツ(Karl Lanz)がムンタネーの年代記を出版しており、もっとも容易に入手できるのはランツの版である。

## 文献
- The Chronicle of Ramon Muntaner Yorku （英語）
- Crònica de Ramon Muntaner リュイス・ビベス研究所 （カタルーニャ語）
- Crònica de Ramon Muntaner カリフォルニア大学バークレー校 （カタルーニャ語）
- Chisholm, Hugh, ed. (1911). “Muntaner, Ramon” . Encyclopædia Britannica (英語) (11th ed.). Cambridge University Press.